# 일차원 격자 속의 입자
양자역학에서 일차원 격자 속의 입자(Particle in a one-dimensional lattice) 문제는 주기성을 가진 결정 격자(crystal lattice)에서 입자의 파동함수를 모델링하면서 등장한다. 이 주기적 퍼텐셜은 결정 내에 주기적으로 존재하는 이온에 의해 생겨나는 전자기장에 의한 것이다. 결정 내의 전자들의 파동함수는 이 주기를 가진 퍼텐셜에 의해 결정된다. 이는 자유전자 모델을 확장하여 풀어낼 수 있다.

## 크로니-페니 모델
1931년 랄프 크로니(Ralph Kronig)와 윌리엄 페니(William Penney>)에 의해서 명명된 크로니-페니 모델은 유한한 주기적인 전위장벽들로 구성된 단순하고 이상적인 양자역학적 시스템이다.
이 모델의 결과로 주기 격자(periodic lattice)에서 전자의 양자역학적 운동의 중요한 요소들을 알 수 있다. 대표적으로, 원자가 결정화(crystallization)가 잘 되어 주기적으로 배열되어 있으면 퍼텐셜(potential)이 주기적인 모양이 된다. 슈뢰딩거 파동방정식과 경계조건을 적용하여 얻은 해로부터 에너지 허용 영역과 금지영역이 생김을 알 수 있다.
1차원 격자 속 입자 모델을 단순화한 전위 함수는 아래와 같다.

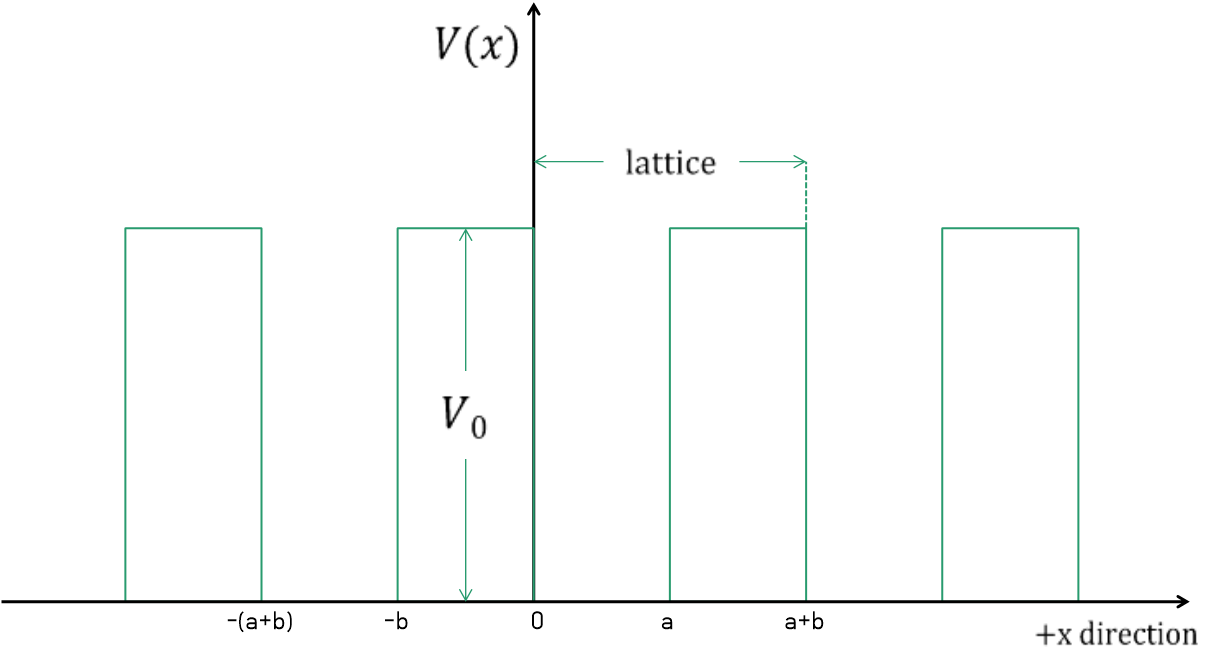
일차원 격자 속의 입자는 1차원 주기적 전위 함수, 크로니-페니 모델로 나타낼 수 있다.

### 경계조건
1. 위치에너지(전위)는 {\displaystyle V(x)=V_{0}}이며 전위장벽(potential wall)의 폭은 {\displaystyle b}이고 격자상수(lattice constant)는 {\displaystyle a+b}이다.
2. 전위장벽의 전위는 입자의 에너지보다 크다. {\displaystyle V_{0}>E}

### 유도
1차원 슈뢰딩거 파동방정식의 해는 다음과 같다.
{\displaystyle \quad \Psi (x,t)=\psi (x)\times \phi (t)=u(x)\exp(j(kx-wt))}이고 {\displaystyle j^{2}=-1,w={E \over \hbar }}이다.
1차원 시간독립 파동방정식
{\displaystyle \quad {d^{2}\psi (x) \over dx^{2}}+{2m \over \hbar ^{2}}\cdot (E-V(x))\psi (x)=0}으로부터, 두 번째 경계조건, {\displaystyle V_{0}>E}이므로 다시 쓰면 아래와 같다.
{\displaystyle \quad {-\hbar ^{2} \over 2m}\cdot {d^{2}\psi  \over dx^{2}}+(V(x)-E)\psi =0}로 나타낼 수 있다.

#### 퍼텐셜
전위 장벽 사이 공간(0<x<a)을 '영역 1', 전위 장벽 내부(-b<x<0)를 '영역 2'로 한다면 퍼텐셜은 아래와 같이 주어진다.
{\displaystyle V(x)={\begin{cases}0\qquad \ \ \ \ \ (0<x<a)\\V_{0}\qquad (-b<x<0)\end{cases}}}
위의 퍼텐셜 조건을 1차원 시간 독립 파동방정식에 경계조건을 대입하면 다음과 같다.
{\displaystyle {\begin{cases}-{\hbar  \over 2m}\cdot {d^{2}\psi _{1} \over dx^{2}}-E\psi _{1}=0\qquad (0<x<a)\ [1]\\-{\hbar  \over 2m}\cdot {d^{2}\psi _{2} \over dx^{2}}+(V_{0}-E)\psi _{2}=0\ (-b<x<0)\ [2]\end{cases}}}

#### 블로흐 파
크로니-페니 모델 전위함수는 주기적이다. 이 함수의 해 {\displaystyle \psi (x)=e^{jkx}\cdot u(x)\ [3]}에서 파동의 형성에는 {\displaystyle e^{jkx}}함수가, 주기성에는 {\displaystyle u(x)}가 관여한다.
블로흐 파에 따라 {\displaystyle u(x)=u(x+d)}로 나타낼 수 있고 격자상수 {\displaystyle d}는 {\displaystyle a+b}이다.

#### 전개
먼저, 영역 1에 대하여 식{\displaystyle [3]}을 식{\displaystyle [1]}에 대입하면,
{\displaystyle \quad {d^{2} \over dx^{2}}(e^{jkx}u_{1}(x))+{2mE \over \hbar ^{2}}e^{jkx}u_{1}(x)=0}이고 전미분하여 전개하면,
{\displaystyle \quad {d \over dx}\{jke^{jkx}u_{1}(x)+e^{jkx}{du_{1}(x) \over dx}\}+{2mE \over \hbar ^{2}}e^{jkx}u_{1}(x)=0}다시 한번 전미분하여 전개하면,
{\displaystyle \quad j^{2}k^{2}e^{jkx}u_{1}(x)+jke^{jkx}{du_{1}(x) \over dx}+jke^{jkx}{du_{1}(x) \over dx}+e^{jkx}{d^{2}u_{1}(x) \over dx^{2}}+{2mE \over \hbar ^{2}}e^{jkx}u_{1}(x)=0}이 된다.
{\displaystyle j^{2}=-1}이고 {\displaystyle e^{jkx}}소거하여 정리하면 아래 식으로 표현 할 수 있다.
{\displaystyle \quad {d^{2}u_{1}(x) \over dx^{2}}+2jk{du_{1}(x) \over dx}+({2mE \over \hbar ^{2}}-k^{2})u_{1}(x)=0\qquad [4]}
또, 영역 2에 대하여 식{\displaystyle [3]}을 식{\displaystyle [2]}에 대입하여 정리하면
{\displaystyle \quad {d^{2}u_{2}(x) \over dx^{2}}+2jk{du_{2}(x) \over dx}+({2m(V_{0}-E) \over \hbar ^{2}}-k^{2})u_{2}(x)=0\qquad [5]}로 정리할 수 있다.

### 해
식{\displaystyle [4]}와 식{\displaystyle [5]}의 해를 구하면 아래와 같다.
{\displaystyle \quad u_{1}(x)=Ae^{j(\alpha -k)x}+Be^{-j(\alpha +k)x}\qquad (0<x<a)}
{\displaystyle \quad u_{2}(x)=Ce^{j(\beta -k)x}+De^{-j(\beta +k)x}\qquad (-b<x<0)}
여기서 {\displaystyle \alpha ^{2}={2mE \over \hbar ^{2}}}이고 {\displaystyle \beta ^{2}={2m(V_{0}-E) \over \hbar ^{2}}}이다.
계수 {\displaystyle A,B,C,D}는 경계조건을 도입하여 관계식을 만들 수 있다.
1. {\displaystyle u_{1}(0)=u_{2}(0)\Longrightarrow A+B-C-D=0}
2. {\displaystyle {du_{1}(0) \over dx}={du_{2}(0) \over dx}\Longrightarrow (\alpha -k)A-(\alpha +k)B-(\beta -k)C+(\beta +k)D=0}
3. {\displaystyle u_{1}(a)=u_{2}(a)=u_{2}(-b)}
4. {\displaystyle {du_{1}(a) \over dx}={du_{2}(a) \over dx}\Longrightarrow (\alpha -k)Ae^{j(\alpha -k)a}+(\alpha +k)Be^{-j(\alpha +k)a}-(\beta -k)Ce^{j(\beta -k)b}+(\beta +k)De^{(\beta +k)b}=0}

행렬식으로 표현하면 다음과 같다.
{\displaystyle \quad {\begin{pmatrix}1&1&-1&-1\\(\alpha -k)&-(\alpha +k)&-(\beta -k)&(\beta +k)\\e^{j(\alpha -k)a}&e^{-j(\alpha +k)a}&-e^{-j(\beta -k)b}&-e^{j(\beta +k)b}\\(\alpha -k)e^{i(\alpha -k)a}&-(\alpha +k)e^{-i(\alpha +k)a}&-(\beta -k)e^{-i(\beta -k)b}&(\beta +k)e^{i(\beta +k)b}\end{pmatrix}}{\begin{pmatrix}A\\B\\C\\D\end{pmatrix}}={\begin{pmatrix}0\\0\\0\\0\end{pmatrix}}}
위의 행렬의 행렬식이 0이 될 때, 해를 얻을 수 있다.

### 풀이
행렬식이 0이 되는 조건으로부터 크로니-페니 모델의 최종식은 아래와 같다.
{\displaystyle \quad f(\alpha a)=P'{sin{\alpha a} \over \alpha a}+cos{\alpha a}=coska}{\displaystyle \quad P'={mV_{0}ba \over \hbar ^{2}}}
위의 식은 단결정 격자에 갇혀있는 입자의 에너지와 k의 관계에 관한 식이다. 위 식에서 P'가 증가하면 입자는 전위우물 즉, 원자에 더욱 강하게 결합됨을 의미한다. P는 아래와 같이 나타내며 퍼텐셜 장벽의 크기에 대응한다.
{\displaystyle \quad P=V_{0}b}

### 해석
입자들이 결정화가 잘 되어서 원자가 주기적으로 배열되어있다면 퍼텐셜은 주기적인 모양이 되고 에너지의 허용영역과 금지영역이 생긴다. 이들은 각각 에너지밴드와 밴드갭으로 불린다.

## 같이 보기
- 상자 속 입자
- 양자 조화 진동자
- 퍼텐셜 우물
- 슈뢰딩거 방정식